# アビスアンドダーク
『アビスアンドダーク』（英語: Abyss and Dark）は、エイコードバンクから2015年5月30日から順次発売されたAndroid/iOS/Windows用ロールプレイングゲーム。

## 概要
ゲームシステムはクラシックな『ウィザードリィ』スタイルを踏襲する3DダンジョンRPG。

## システム
街での冒険の準備とダンジョン探索を往復しながらゲームを進めていく。ダンジョンは3Dグラフィックによって作られ、主観視点で1マスずつ進んでいく。街ではパーティの編成や宿屋での回復、冒険に扱う武具や魔法の購入の他、ギルドでプレイヤーキャラクターを作成したり、ダンジョンから素材となるアイテムを持ち帰って武器屋で鍛錬することで武具の強化ができたり、教会で寄付するなどして、パーティを成長させながら、ダンジョンの探索範囲を徐々に広げていき、最終的にダンジョンの最深部に辿り着くことが主な目的となる。